# Шилклопер, Аркадий Фимович
Арка́дий Фи́мович Шилкло́пер (род. 17 октября 1956, Кунцево, СССР) — мультиинструменталист, композитор, аранжировщик, импровизатор. Известен как один из лучших валторнистов мира и исполнителей на альпийском роге в жанре джазовой и импровизационной музыки..
Почётный член Международного общества валторнистов (2019).
- Почётный гражданин города Isla Verde (Argentina)

## Биография
Родился 17 октября 1956 года в Кунцево Московской области в семье Фимы Абрамовича Шилклопера (1930—2013) и Серафимы Тимофеевны Шилклопер (урождённой Смирновой, 1933—2000). С 6 лет начал играть на альтгорне в духовом оркестре при Доме пионеров Кунцевского района города Москвы.
В 1967—1974 годы учился в Московской военно-музыкальной школы. В 1974—1976 годы — рядовой срочной службы в оркестре Военно-политической академии имени Ленина. В 1976—1981 годы — студент Государственного музыкально-педагогического института имени Гнесиных, класс валторны профессора Александра Алексеевича Рябинина (1916—1997).
В 1976—1978 годы, параллельно с занятиями в академии, учился в Московской экспериментальной студии музыкальной импровизации Юрия Козырева (1933—2001), играл в оркестре Лаци Олаха (1911—1989) и в джаз-рок-ансамбле Александра Айзенштадта.
1978—1985 годы — артист оркестра Большого театра СССР. 
1985—1989 годы — артист Академического симфонического оркестра Московской Государственной Филармонии.
В 1984—1986 годы в джазовом дуэте с контрабасистом Михаилом Каретниковым (1946—2006) записал грампластинку «Движение», изданную фирмой «Мелодия» в 1986 году. В 1990 году дуэт успешно выступил на Хэмптоновском фестивале в Москоу (Айдахо).
С 2003 года живёт в Германии.

## TRI O
В 1985—1989 играл в ансамбле интуитивной музыки «Три О» вместе с Сергеем Летовым (саксофоны, флейты и другие духовые инструменты) и Аркадием Кириченко (туба, вокал, вокальная акробатика). Ансамбль неоднократно принимал участие в перформансах «Популярной Механики» Сергея Курёхина, Владимира Чекасина, театра «Лицедеи» Вячеслава Полунина, театра «DEREVO» Антона Адасинского, Театра импровизации союза театральных деятелей СССР Олега Кисилёва, а также в спектаклях известного российского актёра Александра Филиппенко, выступал на выставках художников-концептуалистов, сотрудничал с такими поэтами как Дмитрий Пригов (1940—2007), Константин Кедров, Лев Рубинштейн  (1947—2024), Геннадий Кацов, Татьяна Щербина, Владимир Друк, Андрей Туркин (1969—1997), Юлий Гуголев, с модельером Катериной Филипповой и т. д.

## Дуэт с Михаилом Альпериным
С 1988 года сотрудничал с пианистом и композитором Михаилом Альпериным (1956—2018). 
Альбом дуэта «Wave of Sorrow», выпущенный в 1990 году ECM Records, стал первым альбомом фирмы в российской джазовой дискографии. Первый концерт дуэта в Западной Европе состоялся в 1989 году. Музыканты получили приглашение выступить на знаменитом норвежском фестивале Vossajazz. За день до концерта дуэт посетил знаменитую Rainbow Studio в Осло и записал несколько авторских композиций Михаила Альперина с известным звукорежиссёром Jan Erik Kongshaug.
Днём позже демо услышал продюсер фирмы ECM Манфред Айхер и пригласил дуэт для записи альбома. Через год альбом был издан под названием «Wave Of Sorrow» и привлёк внимание европейских критиков. «Композиции Альперина невозможно классифицировать с точки зрения жанра, — писал Томас Ротшильд во „Франкфуртер Рундшау“. — Это большей частью афористичные пьесы, восходящие как к Бартоку, Шнитке или Куртагу, так и к Джарретту или Корреа. 
Они действительно уникальны, и должны быть услышаны».
Позднее Аркадий Шилклопер участвует в записи ещё трёх ECM-альбомов Михаила Альперина: «North Story» (1997), «First Impression» (1999) и «Her First Dance» (2007)

## Moscow Art Trio
В 1990 году к дуэту присоединился энтузиаст русского аутентичного фольклора Сергей Старостин (вокал, кларнет, этнические инструменты), ансамбль получил название «Moscow Art Trio». Трио регулярно гастролировало и стало заметным явлением в этно-джазовом направлении. Альбомы коллектива издавались на российской фирме Boheme Music и на немецком лейбле Jaro, всего выпущено 11 альбомов трио.

## Соло
С 1992 года выступает с сольными программами. Программа «Hornology» была записана в Воскресенском Новоиерусалимском монастыре в июне 1995 года и издана в 1996 году фирмой RDM, в 1998 году переиздана Boheme Music, a в 1999 году — японской фирмой Triton (Tri-M Classicsn).
- «Pilatus» (2000)
- «Zum Gipfel und zurück. Neue Alphornmusik» (2006)
- «New Hornology» (2024)

## Pago Libre
С 1995 года сотрудничает с интернациональным квартетом Pago Libre. С этим ансамблем записано 12 альбомов. Начиная с 1998 года всё чаще использует альпийский рог, и по сей день является одним из немногих джазовых исполнителей на этом инструменте.
В 1998—2002 годы записал 4 альбома с Vienna Art Orchestra.

## Трио Mauve
В 2000—2004 годы — в трио Mauve с бразильским гитаристом Алегре Корреа и австрийским контрабасистом Георгом Брайншмидом (Georg Breinschmid). Единственный альбом трио, изданный в 2002 году австрийской компанией «Quinton Records» получил Hans Koller Preis (Austrian State Prize) в номинации «Лучший альбом года».

## Дуэт с Вадимом Неселовским
С 2010 года активно сотрудничает с пианистом Вадимом Неселовским.
Дуэт записал 3 альбома: «Last Snow» (ArtBeat), «Krai» (Neuklang) и «Lustrum»(Neuklang)
Аркадий Шилклопер об альбоме Krai: «В понятие „край“ вложено достаточно много. Это и родная человеку сторона, и окончание временного периода, и границы пространства. Интересно, что в английском языке есть созвучное слово cry (по-русски читается как „край“), что в переводе означает „плач“.
В единую концепцию слились сразу несколько основ. Нам нравятся подобные многозначные названия. Они служат подтверждением того, что музыка — искусство абстрактное. Например, в композиции моего авторства „Интрада“ сложно проследить её причастность к названию программы. Но это мне тоже нравится, потому что у аудитории рождаются свои индивидуальные фантазии, а название порой может отвлечь от собственных эмоций, которые могут не совпадать с заглавием произведения».

## Дуэт с Jon Sass
С 2011 года сотрудничает с американским тубистом Jon Sass (Сасс, Джон)

## Трио с Christian Zehnder & John Wolf Brennan
С 2011 года Аркадий регулярно выступает в трио со швейцарским мастером обертонного пения Кристианом Цендером (Christian Zehnder) и ирландско-швейцарским пианистом Джоном Вольфом Бреннаном.
В России периодически выступает с Денисом Мацуевым, Даниилом Крамером, Сергеем Накаряковым, Сергеем Старостиным, Игорем Иванушкиным, Аркадием Кириченко, Петром Ившиным, Владимиром Волковым, Андреем Кондаковым, Дмитрием Илугдиным, Вячеславом Гайворонским, Айдаром Гайнуллиным, Андреем Ивановым, Михаилом Ивановым, Сергеем Пронем и другими исполнителями.
Активно сотрудничает с камерными, симфоническими, духовыми и джазовыми оркестрами.
С 2012 года является послом международной негосударственной гуманитарной миссии «Посольство дельфинов», участвуя в неинвазивных исследованиях возможностей свободных дельфинов и китов — играя для них музыку. В частности, в 2015 году, в рамках проекта «межвидовой диалог», сыграл с дельфинами и китами джем-сейшен: сотрудники «посольства» опускали с борта лодки в океан гидрофоны, слушая через внешние колонки, что «поют» киты и дельфины в ответ на импровизации Аркадия.
В 2017 году записал музыку к документальному фильму «Интратеррестр», получившему ряд наград международных кинофестивалей.

## Дискография

### Сольные альбомы
- 1996 — «Hornology» (RDM 6 06 144, Boheme Music CDBMR 809016) Россия; 1998 (Triton DICC 26061) Япония
- 2000 — «Pilatus» (Boheme Music CDBMR 906063) Россия; 2001 (Triton DICC 26070) Япония
- 2003 — «Presente para Moscou» (Dom Records, CDDOMA 03023) Россия; переиздание 2005 (JARO 4264-2) Германия
- 2006 — «Zum Gipfel und zuruck. Neue Alphornmusik» (MIGROS/Musiques suisses MGB CD 6246) Швейцария
- 2008 — «Portrait» Россия
- 2010 — «Live in DOM» (Dom Records) Россия
- 2015 — «Owner of a Lonely Horn» Symphonic Tribute to YES (ArtBeat Music) Россия
- 2024 — «New Hornology» (Jazzist JZT 014) Россия
- 2025 —  Аркадий Шилклопер / Джон Вольф Бреннан «Night In Gale» (Leo CD LR 944) Англия

### С Михаилом Альпериным
- 1990 — Альперин / Шилклопер «Wave Of Sorrow» (ECM 1396, LP, CD — 2000) Германия
- 1993 — Альперин / Шилклопер. «Live in Grenoble» (RDM 3 05 015), переиздание — 1998 (Boheme Music CDBMR 809006) Россия
- 1997 — Mikhail Alperin «North Story» (ECM 1596) Германия
- 1999 — Mikhail Alperin «First Impression» (ECM 1664) Германия
- 2008 — Misha Alperin «Her First Dance» (ECM 1995) Германия

### С Вадимом Неселовским
- 2013 — Arkady Shilkloper / Vadim Neselovskyi «Last Snow» (ArtBeat Music AB-CD-06-2013-052) Россия
- 2015 — Arkady Shilkloper / Vadim Neselovskyi «Krai» (Neuklang — NCD4109) Германия
- 2017 — Arkady Shilkloper / Vadim Neselovskyi «Lustrum» (Neuklang — NCD4147) Германия

### С Moscow Art Trio
- 1993 — Moscow Art Trio «Prayer» (RDM 3 01 006 и Boheme Music CDBMR 809009) Россия; (Silex Y225039) Франция; (JARO 4193-2) Германия
- 1995 — Mikhail Alperin «Folk Dreams» (JARO 4187-2) Германия
- 1996 — Moscow Art Trio «Hamburg Concert» (JARO 4201-2) Германия
- 1998 — Moscow Art Trio «Music» (JARO 4214-2) Германия
- 1998 — Moscow Art Trio «Live In Karlsruhe» (Boheme Music CDBMR 809010) Россия
- 1998 — The Bulgarian Voices «Angelite» & Moscow Art Trio with Huun-Huur-Tu «Mountain Tale» (JARO 4212-2) Германия
- 2001 — Moscow Art Trio «Once Upon a Time» (JARO 4238-2) Германия
- 2006 — Moscow Art Trio «Instead of Making Children» (JARO 4274-2) Германия
- 2008 — Moscow Art Trio & Norwegian Chamber Orchestra «Village Variations» (JARO 4290-2) Германия
- 2009 — Moscow Art Trio «Live in Holland» (CDDOMA 091102) Россия; (JARO 4302-2) Германия
- 2010 — The Bulgarian Voices Angelite with Huun-Huur-Tu & Moscow Art Trio «Legend» (JARO 4300-2) Германия
- 2023 — НаСТОльный альбом (ИМА-ПРЕСС)

### С Pago Libre
- 1996 — Pago Libre «Pago Libre» (Bellaphon L+R 45105) Германия. Переиздание — 2002, (Leo CD LR 354) Англия
- 1999 — Pago Libre «Wake Up Call» Live in Italy (Leo CD LR 272) Англия
- 2001 — Pago Libre Cinemagique / Fifteen Soundtracks For An Imaginary Cinema" (TCB-The Montreux Label 01112) Швейцария
- 2003 — Pago Libre «Phoenix / Live in Salzburg & Zurich» (Leo CD LR 377) Англия
- 2005 — Pago Libre «Stepping Out» (Leo CD LR 444) Англия
- 2008 — Pago Libre Sextett «PlatzDADA» (Christoph Merian Verlag) Швейцария
- 2009 — Pago Libre «Fake Folk» (Zappel Music ZM 0017) Швейцария
- 2018 — Pago Libre & friends «got hard» (Leo CD LR 835) Англия
- 2019 — Pago Libre «Cinemagigue 2.0» (Leo CD LR 863) Англия
- 2020 — Pago Libre «Mountain Songlines» (Leo CD LR 886) Англия
- 2020 — Pago Libre Sextett «PlatzDADA» (Leo CD LR 887) Англия
- 2021 — Pago Libre & Sooon «FriendShip» (Leo CD LR 919) Англия
- 2024 — Pago Libre & Sooon «FriendShip - Riffs ahead!» (Leo CD LR 942) England
- 2025 — Pago Libre «Wild Card» (Leo CD LR 945) England

### С Vienna Art Orchestra
- 1998 — Vienna Art Orchestra «American Rhapsody» Tribute to Gershwin (BMG Classic/RCA Victor) США
- 1999 — Vienna Art Orchestra «Duke Ellington’s Sound Of Love» (TCB 99802) Швейцария
- 2000 — Vienna Art Orchestra «All That Straus» (TCB 20052) Швейцария
- 2000 — Vienna Art Orchestra «Artistry in Rhythm» (TCB 01102) Швейцария

### Совместные альбомы, участие в проектах
1984 — Камерный оркестр ГМПИ им. Гнесиных. (участие. Мелодия С10 20931 005, LP) СССР
- 1986 — Аркадий Шилклопер / Михаил Каретников «Движение» (Мелодия С60 26043 003, LP) СССР
- 1988 — Донецк-118. Х Джаз-Фестиваль (участие. Мелодия С90 27905 001, LP) СССР
- 1988 — Rhapsody in Russia A Gershwin Celebration (участие. Sheffeld Lab CD-28) США
- 1989 — Ансамбль современной музыки Три «О» «Три отверстия» (Мелодия С60-28461, LP) СССР
- 1989 — Донецк-120. ХI Джаз-Фестиваль (участие. Мелодия С60 30789 007, LP) СССР
- 1989 — Игорь Сукачев "Акция "Нонсенс" (участие. Sintez Records 1-012-С-6, RiTonis С60 31587 006) СССР
- 1994 — Moscow Composers Orchestra «Kings and Cabbages» (Leo Lab 005) Англия
- 1994 — Аукцыон «Птица» (гость, Дядюшка Рекордс) Россия
- 1994 — Kim Kristensen & Ildvaeverne (Storyville STCD 4193) Дания
- 1994 — Christian Muthspiel «Octet Ost II» (Amadeo 521 823) Австрия
- 1995 — Три-О «Trialogue» (SoLyd SLR 0031) Россия
- 1995 — Вежливый отказ 1985—1995 (гость, Фили Рекордс) Россия
- 1995 — Alexander Rosenblatt «Gloria» (Gloria Co.) Россия
- 1996 — Алиса «Jazz» (участие. Rec Records RR 225 052-2) Россия
- 1996 — Arkady Shilkloper Acoustic Quartet «BRASS COMPLOT» (Ermatel Records JCD 020), переиздание — 1998 (Boheme Music CDBMR 809008) Россия
- 1996 — Karl Berger Orchestra «No Man Is An Island» (Douglas Music ADC4/Knitting Factory) США
- 1996 — Baltic Art Orchestra LIVE AT JAZZ BALTIKA FESTIVAL 1994 SALZAU (Sonore Records SN021 CD) Литва
- 1997 — Вежливый отказ «Коса на камень» (гость. Фили Рекордс) Россия
- 1997 — Творческий вечер Сергея Жилина «30 — это много или мало» (гость)
- 1997 —  Moscow Composers Orchestra "Let Peremsky Dream" (LEO LAB CD 035) Англия
- 1998 — Аркадий Шилклопер / Владимир Волков / Сергей Старостин «XIX98» (Boheme Music CDBMR 810029) Россия
- 1998 — Volkovtrio & Arkady Shilkloper «Fragment» (SoLyd SLR 013) Россия
- 1998 — Volkovtrio «Much Better» (Green Wave Records) Россия
- 1998 — Arkady Shilkloper / Andrey Kondakov / Vladimir Volkov / Christian Scheuber «Live In Norway» (Boheme Music CDBMR 809007) Россия
- 1998 — Arkady Shilkloper & Acoustic Quartet «The Brass Complot» (Ermatell Records JCD 020, Boheme Music CDBMR 809008) Россия
- 1998 — Александр Ф. Скляр «По направлению к танго» (гость. SoLyd Records SLR 0126) Россия
- 1998 — Валерия Араскина и «Музыкальная корпорация» «Закликание весны» (гость) Россия
- 1998 — Moscow Composers Orchestra «Kharms — 10 — INCIDENTS» (CDLA 05019) Англия
- 1999 — «Rhapsody In Russia: A Gershwin Celebration» (участие. Sheffield Lab CD-28) США
- 1999 — Stefano Maltese Open Sound Ensemble «Living Alive» (LR 265) Англия
- 1999 — Bendik Hofseth — Smilets Historie. «Jerusalem» (участие. Sonet — SCD 15128) Норвегия
- 1999 — Andrei Razin & The Second Approach «Pierrot» (гость. Boheme Music CDBMR 904056) Россия
- 1999 — Песни Юрия Визбора в исполнении Алексея Брунова «Я всю память листаю». Гость. Россия
- 2000 — Andreas Willers Octet «The Ground Music» (Enja ENJ-9368 2) Германия
- 2000 — Kondakov / Volkov / Shilkloper «Outline» (Boheme Music CDBMR 912119). Россия, переиздание Leo Records CD LR 620 (2011) Англия
- 2001 — Yuri Goloubev «Toremar Island» (гость. Landy Star) Россия
- 2001 — Shilkloper / Correa / Breinschmid «Mauve» (Quinton 0106-2) Австрия
- 2002 — «Afrodynamix» (участие, ATS-Records CD-0550) Австрия
- 2003 — Вячеслав Горский «Exotic Life» (гость)
- 2003 — Инна Желанная «Вымыслы» (гость. GreenWave Records) Россия
- 2004 — Er.J.Orchestra «The Unicorn» (гость. 44 records) Украина
- 2004 — MARIMBA PLUS «Charmed World» (гость) Россия
- 2004 — Терем — Квартет и его друзья (гость. Бомба Питер) Россия
- 2005 — VSP Orkestra & Arkady Shilkloper (ORK 002) Франция
- 2005 — TONS izabel padovani ronaldo saggiorato (гость. GIL0505-1) Австрия
- 2005 — Sensationelles Alphorn vol.3 (Tell Music AG, TMO510022) Швейцария
- 2006 — Ольга Войченко «Чарівнi Сни» (гость. Comp Music Ltd) Украина
- 2006 — Vladimir Tarasov’s Russian Orchestra, Live from Salzau at 10.06.1995 (Strange Sound Records SSR 06014) Литва
- 2007 — Niels Klein Tentett «The Last Soup» (JHM 163) Германия
- 2008 — Vince Mendoza «BLAUKLANG» (ACT 9465-2) Германия
- 2009 — Geir Lysne Ensemble «The Grieg Code» (ACT 9479-2 LC 07644) Германия
- 2010 — Mussorgsky Dis-Covered (Preiser Records PR90785) Австрия
- 2011 — Various - Folk Roots (сборник, Süddeutsche Zeitung Jazz - none), Германия
- 2012 — Russian Folksongs In The Key Of New Jazz (участие, Leo CD LR 659) Англия
- 2013 — Zehnder / Brennan / Shilkloper «Dehei nöd dehei» Швейцария
- 2013 — AlphornExperience «Axxalp» (гость) Швейцария
- 2014 — Mario Piacentini Sextet «Neant» (Incipit Records)
- 2014 — Группа Игоря Володина «Вечная мерзлота» (гость, Bomba-Piter)
- 2014 — Владимир Голоухов и друзья «12 месяцев» (гость. ArtBeat Music AB-CD-11-2014-080) Россия
- 2014 — Татьяна и Сергей Никитины «На этом береге…» (Песни на стихи Юнны Мориц) Россия
- 2015 — Rolf Listevand & Bjergsted Jazz Ensemble «Tourdion» (INNER EAR INE22) Норвегия
- 2015 — The Mallet-Horn Jazz Band (участие. Klarthe Records) Франция
- 2015 — Андрей Кнышев «НЕНАИГРАННОЕ» (участие)
- 2017 — Юрий Маркин «Крупный масштаб» (участие. FANCYMUSIC, FANCY088) Россия
- 2018 — The Aftermath «The Fugitive Kind» (участие. BUTMAN MUSIC) Россия
- 2019 — FizFuz «Lale — Colours of Eurasia» (участие. Pianissimo Musik) Германия
- 2019 — Rastko Obradovic Quartet feat. Arkady Shilkloper «The Northern Experience» (AMP Music & Records - AT047) Норвегия
- 2020 — Lenny Sendersky & Moon Strings «Blues Mizrahi» (Losen Records LOS 238-2) Норвегия
- 2020 — Yury Markin «I Believe in Atlantis» (участие. Artservice Music Publishing) Россия
- 2020 — Evelina Petrova, Roberto Dani, Arkady Shilkloper «Beyond the Valley» Global Sonic Норвегия
- 2022 — Михаил Смирнов и Юлия Смирнова «Pro Et Contra» (участие) Россия

## Фильмография
- 1998 — «Moscow Art Trio Live in Poland» XXV International Pianist JAZZ Festival in Kalisz. Director: Rafal Sory.
- 1999 — «Moscow Art Trio», Movie director: Manfred Waffender, Duration: 01 h 00 min, Production: © NDR, Available version(s): DE
- 2004 — «Legend». Live in Belgrade. Moscow Art Trio, Bulgarian Voices «Angelite», Huun-Huur-To. Live Recording at Sava Center in may 2004
- 2007 — «Moscow Art Trio» and The Norvegian Chamber Orchestra
- 2012 — «Билингва». Документальный фильм. Режиссёр Анна Тугарева
- 2013 — «Inspiration and Improvisation]». Arkady Shilkloper talks to Sarah Willis on a Horn Hangout live from Berlin about his amazing career, improvising on the horn and on the alpine horn and even makes Sarah sweat a bit… September 2013
- 2013 — «Das Alphorn und die Sonne im Gepäck. Arkady Shilkloper auf dem Weg zur JazzBaltica». Dokumentarfilm, Deutschland, 2013, 58:33 Min., Buch und Regie: Christoph Engel, Produktion: ZDF, 3sat, Erstsendung: 28. September 2013 bei 3sat.

## Награды
- 1997 — Премия Московской ассоциации джазовых журналистов «Джаз’Ухо» в номинации «Альбом года»: «North Story» (в составе квинтета Михаила Альперина, ECM), «Hornology» (соло, RDM), «Заговор медных» (с собственным «Акустик-квартетом», Ерматель) — по совокупности работ.
- 1998 — Премия Московской ассоциации джазовых журналистов «Джаз’Ухо» в номинации «Человек года». Музыкант, продемонстрировавший наиболее интересные и значимые для джазового процесса в России творческие усилия.
- 1999 — Премия Московской ассоциации джазовых журналистов «Джаз’Ухо» в номинации «Человек года». Лучший российский (в том числе и работающий за рубежом) джазовый музыкант.
- 2000 — Лауреат премии Джаз-Богема за выдающееся исполнительское мастерство, новаторство, смелое и плодотворное развитие новых музыкальных жанров, большую просветительскую работу, поддержку молодых музыкантов и достойное представление российской музыкальной культуры на мировой сцене.
- 2002 — Hans Koller Preis (Austrian State Prize) в номинации «Лучший альбом года». Трио Mauve с бразильским гитаристом Алегре Корреа (Alegre Corrêa) и австрийским контрабасистом Георгом Брайншмидом (Georg Breinschmid) «Quinton Records 0106-2». http://www.hanskollerpreis.at/
- 2013 — Гран-при на международном конкурсе фольклорной музыки Еврорадио им. С. Страчины в Братиславе за запись композиции «Дуэт для одного».
- 2019 — Консультативный совет Международного общества валторнистов в знак признания значительного вклада в развитии инструмента назначил Аркадия Шилклопера Почётным членом Международного общества валторнистов со всеми правами, привилегиями и почестями.